# Decimo Giunio Novio Prisco
Decimo Giunio Novio Prisco (in latino Decimus Iunius Novius Priscus; fl. 78-82) è stato un politico romano.

## Biografia
Non è chiaro se Decimo Giunio Novio Prisco sia lo stesso Novio Prisco, amico di Seneca, che era sposato con Antonia Flaccilla e che fu esiliato da Nerone nel 65 per aver partecipato alla congiura di Pisone. È comunque probabile che, se non siano la stessa persona, fossero comunque parenti o addirittura che il congiurato fosse suo padre.
Sicuramente fu però console sotto Vespasiano nel 78 insieme a Lucio Ceionio Commodo e diventò legatus Augusti pro praetore in Germania inferiore dal 78/79 all'81/82.